# Phaciocephalus testacea
Phaciocephalus testacea är en insektsart som först beskrevs av Walker 1870.  Phaciocephalus testacea ingår i släktet Phaciocephalus och familjen Derbidae. Inga underarter finns listade i Catalogue of Life.